# إدوارد فيرنر
إدوارد فيرنر (بالبولندية: Edward Werner)‏ هو اقتصادي ودبلوماسي وسياسي بولندي، ولد في 23 مايو 1878 بوارسو في بولندا، وتوفي في 13 نوفمبر 1945 بنيويورك في الولايات المتحدة بسبب نوبة قلبية.